# Nacho Vidal (actor pornográfico)
Ignacio Jordà González (Mataró, Barcelona, 30 de diciembre de 1973), conocido por su nombre artístico Nacho Vidal, es un exactor, director y productor de cine pornográfico español.
En su carrera protagonizó más de 700 películas, además de dirigir otras 140 entre 1997 a 2019.

## Biografía
Cuando era niño se trasladó con su familia a Enguera (Valencia). Vivió su infancia en esta localidad, de donde es natural su familia paterna, propietarios entonces de una importante empresa textil. Su padre Enrique Jordá Brassé era ingeniero industrial. Su madre se llama Inmaculada González.
Tras una infancia difícil, en la que su familia se empobreció a causa de la crisis del petróleo, gran parte de su adolescencia estuvo flirteando con las drogas gracias a la Ruta del Bacalao, Nacho estuvo prófugo del ejército un año y para no caer en una prisión militar se alistó en la Legión en Melilla, donde sirvió como gastador y boxeador en el club de boxeo de la propia Legión.[cita requerida]
A los 21 años se inició en la pornografía, justamente en la sala Bagdad de Barcelona. Allí acudía a realizar espectáculos pornográficos con su novia Sara Bernat para ayudar a que esta dejara el mundo de la prostitución. Allí conoció a José María Ponce, por aquel entonces director del FICEB, quien lo introdujo en el mundo de las películas porno. Pasó más tarde a ser discípulo de Rocco Siffredi, quien lo llevó a Hollywood en 1998, donde inició una larga y productiva carrera. 
Tuvo una larga relación sentimental con la actriz porno Jasmine Shimoda (Jazmine Rose). También se comprometió con la actriz porno Belladonna (Michelle Anne Sinclair), pero no llegaron a casarse. Tuvo una hija con la venezolana Rosa Castro Camacho. El 31 de mayo de 2005 aseguró que se retiraba del porno, tras anunciar su compromiso matrimonial con la modelo colombiana Silvia Romero (Franceska Jaimes). Tras una breve retirada y ruptura, introdujo a su esposa como actriz porno. El matrimonio tuvo 1 niño y 1 niña.
Ha intervenido (como modelo o con pequeños papeles) en diversas películas convencionales y vídeos musicales. En 2006 apareció en una película dirigida por Joaquín Oristrell (Va a ser que nadie es perfecto) y posteriormente en los clips de las canciones Down with love de Miguel Bosé y Big Bad Bitch de Rebeka Brown. Apareció como actor secundario en la película Impávido dirigida por Carlos Therón (Fuga de cerebros 2) y estrenada en julio de 2012.

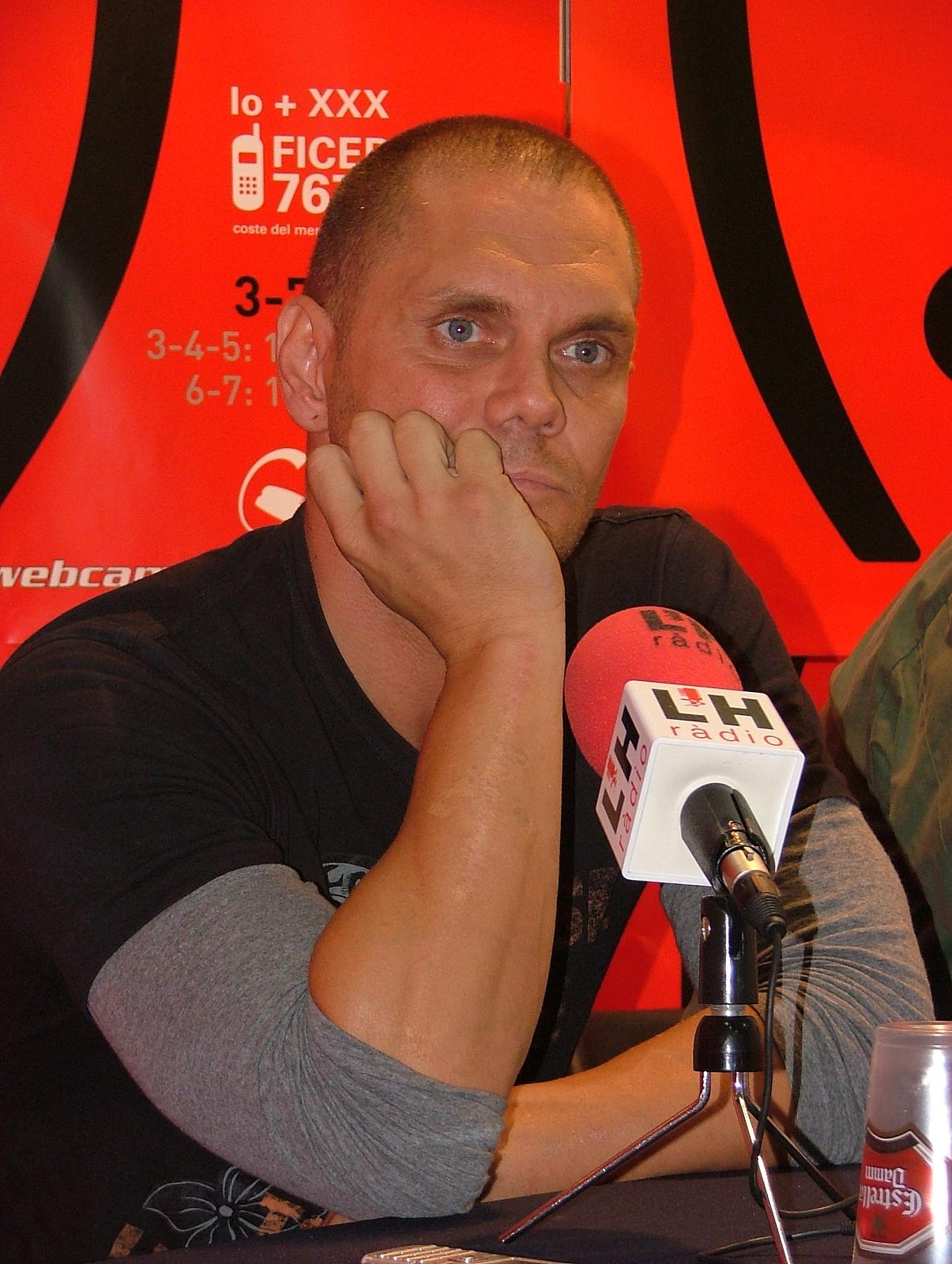
Nacho Vidal en el FICEB 2007.

El 16 de octubre de 2012 fue detenido en una operación contra las mafias asiáticas en España. La policía cree que se podría haber blanqueado dinero a través de su productora. Tras prestar declaración ante el juez, el 18 de octubre de 2012 fue puesto en libertad sin fianza aunque se le imputa un presunto delito de blanqueo de capitales.
En 2015 participó en la versión española de Supervivientes quedando en segunda posición. Ese mismo año anunció la separación de su esposa.
En 2016, anunció que uno de sus hijos era una niña transexual, y en 2018 logró cambiarle legalmente el nombre y género.
En febrero de 2019, un periódico español declaró que Nacho Vidal tiene VIH. Esto hizo que el actor explicara lo sucedido en la plataforma YouTube, desmintiendo que tuviera dicha enfermedad y explicando que realmente padece del síndrome de Reiter. En septiembre de 2019 anunció su retiro de la industria del cine para adultos.
En 2020 comenzó a entrenarse con la intención de participar en el Dakar 2021 con un buggy SSV. A principios de marzo realizó una serie de test en Marruecos, acompañado por otros pilotos, confirmando que su objetivo es cumplir el sueño de competir en esta prueba.
En junio de 2020 fue arrestado tras estar involucrado en un rito con veneno de sapo (5-MeO-DMT) en el que murió el fotógrafo José Luis Abad en julio de ese mismo año. El juez le retiró el pasaporte y lo dejó en libertad provisional, quedando investigado en una causa abierta por un delito de homicidio imprudente.

## Filmografía

### Actor
- Gore X (1997)
- Salome (1997)
- Vocazione Anale (1997)
- Bimbo Bangers From Barcelona (1998)
- Eva più che mai (1998)
- Higos maduros, nabos duros (1998)
- Please 1: Let's Get Fucked (1998)
- Rocco Never Dies: the End (1998)
- Vampira (1998)
- 18 and Nasty 10 (1999)
- 18 and Nasty 8 (1999)
- Asian Street Hookers 5 (1999)
- Asian Street Hookers 6 (1999)
- Behind the Scenes 1 (1999)
- Buttman and Rocco's Brazilian Butt Fest (1999)
- Buttman's Anal Show 1 (1999)
- Caught in the Act (III) (1999)
- Cumback Pussy 21 (1999)
- Cumback Pussy 23 (1999)
- Cumback Pussy 24 (1999)
- Cumback Pussy 25 (1999)
- Doncella Caliente (1999)
- Fresh Meat 7 (1999)
- Fresh Meat 8 (1999)
- Gallery of Sin 1 (1999)
- H.T.'s Black Street Hookers 27 (1999)
- Hot Latin Pussy Adventures 1 (1999)
- Initiation of Jazmine (1999)
- Jazmine's DP Party (1999)
- Joey Silvera's Fashion Sluts 12 (1999)
- Lips And Ass (1999)
- My Girlfriend Silvia Saint (1999)
- Nasty Nymphos 25 (1999)
- Nasty Nymphos 26 (1999)
- Naughty College School Girls 3 (1999)
- Naughty College School Girls 4 (1999)
- North Pole 7 (1999)
- Pasion española (1999)
- Peccati Originali (1999)
- Pickup Lines 44 (1999)
- Please 2: Let's Get Fucked In Brazil (1999)
- Please 3: The Asian Manifest (1999)
- Please 4: It's A Dog's Life (1999)
- Please 5: Fireworks! (1999)
- Please 6: Quick Service Girls (1999)
- Pompiere (1999)
- Pornological 4 (1999)
- Rocco: Animal Trainer 1 (1999)
- Rocco: Animal Trainer 2 (1999)
- Rocco's Initiations 1 (1999)
- Rocco's Initiations 2 (1999)
- Rocco's True Anal Stories 6 (1999)
- Rocco's True Anal Stories 8 (1999)
- Rocco's True Anal Stories 9 (1999)
- Taxi Hard (1999)
- Tera Patrick AKA Filthy Whore 1 (1999)
- Ultimate Guide to Anal Sex for Women 1 Part 1 (1999)
- Ultimate Guide to Anal Sex for Women 1 Part 2 (1999)
- Up And Cummers 62 (1999)
- Up And Cummers 75 (1999)
- Voyeur 14 (1999)
- When Rocco Meats Kelly 2 (1999)
- Angel Dust (2000)
- Art Of Seduction (2000)
- Asian Street Hookers 11 (2000)
- Asian Street Hookers 14 (2000)
- Ass Quest 2 (2000)
- Behind the Scenes 3 (2000)
- Behind the Scenes 7 (2000)
- Blowjob Adventures of Dr. Fellatio 26 (2000)
- Buttman's Anal Divas 1 (2000)
- Buttman's Face Dance Obsession (2000)
- Buttwoman 2000 (2000)
- Buttwoman Iz Bella (2000)
- Buttwoman vs. Buttwoman (2000)
- Cellar Dweller 3 (2000)
- Champion (2000)
- Chi Dorme Non Piglia Fregna (2000)
- Cum Covered 3 (2000)
- Cumback Pussy 28 (2000)
- Cumback Pussy 29 (2000)
- Cumback Pussy 33 (2000)
- Cumback Pussy 36 (2000)
- Ethnic Cheerleader Search 4 (2000)
- Fashion (2000)
- Fetish (2000)
- Gothix (2000)
- Head Trip (2000)
- Hot Latin Pussy Adventures 10 (2000)
- Hot Latin Pussy Adventures 11 (2000)
- Hot Latin Pussy Adventures 2 (2000)
- Hot Latin Pussy Adventures 3 (2000)
- Hot Latin Pussy Adventures 4 (2000)
- Hot Latin Pussy Adventures 5 (2000)
- Hot Latin Pussy Adventures 7 (2000)
- Hot Latin Pussy Adventures 8 (2000)
- Hot Latin Pussy Adventures 9 (2000)
- Italian Flair (2000)
- Joey Silvera's Fashion Sluts 13 (2000)
- Joey Silvera's Fashion Sluts 14: Lost Whores (2000)
- Killer Pussy 1 (2000)
- Killer Pussy 2 (2000)
- Killer Pussy 3 (2000)
- Killer Pussy 4 (2000)
- Killer Pussy 5 (2000)
- Nasty Nymphos 28 (2000)
- Naughty College School Girls 6 (2000)
- Naughty College School Girls 7 (2000)
- North Pole 14 (2000)
- Panty Hoes 2 (2000)
- Pickup Lines 54 (2000)
- Please 10: Angels and Whores (2000)
- Please 11: Sexual Superstars (2000)
- Please 7: Start Fucking! (2000)
- Please 8: Pipe Cleaning Service (2000)
- Please 9: Sex Warz (2000)
- Pornological 5 (2000)
- Private Penthouse 3: Dangerous Things 1 (2000)
- Private Penthouse 4: Dangerous Things 2 (2000)
- Private XXX 12: Sex, Lust And Video-tapes (2000)
- Puritan Magazine 24 (2000)
- Pussyman's International Butt Babes 1 (2000)
- Rocco Ravishes Prague 2 (2000)
- Rocco's Initiations 3 (2000)
- Rocco's Sexual Superstars (2000)
- Rocco's True Anal Stories 10 (2000)
- Rocco's True Anal Stories 11 (2000)
- Rocco's True Anal Stories 12 (2000)
- Rocco's True Anal Stories 13 (2000)
- Shane's World 22: Scavenger Hunt (2000)
- Shane's World 23: Keg Party (2000)
- Shane's World 26: Toga Party (2000)
- Six Degrees Of Seduction 2 (2000)
- Sky's Day Off (2000)
- Slut Woman 2 (2000)
- Sodomania 34 (2000)
- Tushy Girl Lost (2000)
- Up And Cummers 79 (2000)
- Video Adventures of Peeping Tom 22 (2000)
- XXXtreme Fantasies Of Jewel De'Nyle (2000)
- 110% Natural 1 (2001)
- 18 and Nasty 16 (2001)
- 18 and Nasty 17 (2001)
- 18 and Nasty 22 (2001)
- 18 and Nasty 23 (2001)
- 18 and Nasty 26 (2001)
- Adolescentes con senos turgentes (2001)
- All About Ass 2 (2001)
- Anal Addicts 4 (2001)
- Asses Galore 15 (2001)
- Bombones banados de leche 2 (2001)
- Buttman's Anal Show 3 (2001)
- Buttman's Bend Over Babes 5 (2001)
- Buttman's Butt Freak 3 (2001)
- Daniela Profondamente Troia (2001)
- Erotic Stories (2001)
- G-Man Tempesta Perfetta (2001)
- Hardcore Innocence 1 (2001)
- Hardcore Innocence 2 (2001)
- Hardcore Innocence 3 (2001)
- Hardcore Innocence 4 (2001)
- Hot Latin Pussy Adventures 12 (2001)
- Hot Latin Pussy Adventures 14 (2001)
- Hot Latin Pussy Adventures 18 (2001)
- Hot Latin Pussy Adventures 19 (2001)
- Immature Encounters 2 (2001)
- In-flight Fantasies (2001)
- Kelly's Way To Love (2001)
- Killer Pussy 10 (2001)
- Killer Pussy 6 (2001)
- Killer Pussy 7 (2001)
- Killer Pussy 8 (2001)
- Killer Pussy 9 (2001)
- Labyrinth of the Senses (2001)
- Last Muse (2001)
- Nacho Vidal's Blowjob Impossible 1 (2001)
- Nacho Vidal's Blowjob Impossible 2 (2001)
- Nacho Vidal's Blowjob Impossible 3 (2001)
- Nacho: Latin Psycho 1 (2001)
- Naughty College School Girls 15 (2001)
- Over Anal-yzed (2001)
- Please Cum Inside Me 2 (2001)
- Private Life of Nikki Anderson (2001)
- Private Life of Silvia Saint (2001)
- Private XXX 13: Sexual Heat (2001)
- Private XXX 14: Cum With Me (2001)
- Real Female Orgasms 2 (2001)
- Rocco Ravishes Prague 3 (2001)
- Rocco Ravishes Prague 4 (2001)
- Rocco: Animal Trainer 4 (2001)
- Rocco: Animal Trainer 5 (2001)
- Rocco: Animal Trainer 6 (2001)
- Rocco's Reverse Gang Bang 1 (2001)
- Rocco's True Anal Stories 14 (2001)
- Rocco's True Anal Stories 15 (2001)
- Rocco's Way to Love (2001)
- Roma (2001)
- Runaway Butts 1 (2001)
- Runaway Butts 2 (2001)
- Runaway Butts 3 (2001)
- Service Animals 2 (2001)
- Sexx the Hard Way 1 (2001)
- Sodomania: Slop Shots 9 (2001)
- Tails of Perversity 8 (2001)
- Tera Patrick AKA Filthy Whore 2 (2001)
- Tropical Cock-Tale (2001)
- Viernes 13: XXL (2001)
- Virtualia 2: Final Truth (2001)
- Without Limits 1 (2001)
- 110% Natural 4 (2002)
- 18 and Nasty 30 (2002)
- Anal Addicts 10 (2002)
- Bachelorette (2002)
- Behind the Scenes 15 (2002)
- Buttman's Show Off Girls (2002)
- Chasin Tail 2 (2002)
- Chasin Tail 3 (2002)
- Cum Drippers 2 (2002)
- Cum Shot Starlets (2002)
- Faust: The Power of Sex (2002)
- Joey Silvera's New Girls 1 (2002)
- Killer Pussy 11 (2002)
- Killer Pussy 12 (2002)
- Killer Pussy 13 (2002)
- Killer Pussy 14 (2002)
- Killer Pussy 15 (2002)
- Layla the Oriental Vixen (2002)
- Little Lace Panties 4 (2002)
- Little White Chicks... Big Black Monster Dicks 15 (2002)
- Nacho Vidal's Blowjob Impossible 4 (2002)
- Nacho Vidal's Blowjob Impossible 5 (2002)
- Nacho: Latin Psycho 2 (2002)
- Naughty College School Girls 26 (2002)
- No Limits 1 (2002)
- No Limits 2 (2002)
- No Limits 3 (2002)
- Nothin' Butt Buttwoman (2002)
- On The Set With Tera Patrick (2002)
- Orgy World: The Next Level 2 (2002)
- Please Cum Inside Me 7 (2002)
- Private Life of Claudia Ricci (2002)
- Private Reality 12: Dangerous Girls (2002)
- Puritan Magazine 40 (2002)
- Pussy Foot'n 1 (2002)
- Rio Carnival Orgy 2 (2002)
- Rocco Super Motohard (2002)
- Rocco: Animal Trainer 10 (2002)
- Rocco's True Anal Stories 17 (2002)
- Service Animals 11 (2002)
- Sexx the Hard Way 2 (2002)
- Sexx the Hard Way 3 (2002)
- Sexx the Hard Way 4 (2002)
- Sexx the Hard Way 5 (2002)
- Sexx the Hard Way 6 (2002)
- Sexx the Hard Way 7 (2002)
- Sexx the Hard Way 8 (2002)
- Solo Per Le Tue Voglie (2002)
- Teen Dreams 1 (2002)
- Trial (2002)
- Two In The Seat 1 (2002)
- 110% Natural 5 (2003)
- Anal Trainer 1 (2003)
- Angelmania 4 (2003)
- Arma Rettale 1 (2003)
- Art Of Sex (2003)
- Ass Obsession (2003)
- Avy Scott AKA Filthy Whore (2003)
- Back 2 Evil 1 (2003)
- Bella Loves Jenna (2003)
- Best Ass in the World (2003)
- Best of Please (2003)
- Buttman's Bend Over Babes 6 (2003)
- College Invasion 1 (2003)
- Crazy Bullets (2003)
- Dream Cum Two (2003)
- Erotica XXX 1 (2003)
- Erotica XXX 2 (2003)
- Erotica XXX 3 (2003)
- Every Man's Fantasy 2: Just 18 (2003)
- Full Anal Access 3 (2003)
- Good Girls Doing Bad Things (2003)
- Hot Latin Pussy Adventures 28 (2003)
- I Love It Rough 1 (2003)
- Internal Cumbustion 1 (2003)
- It's Raining Tushy Girls (2003)
- Joey Silvera's New Girls 3 (2003)
- Killer Pussy 16 (2003)
- Killer Pussy 17 (2003)
- Monique's Sexaholics 1 (2003)
- Naughty College School Girls 29 (2003)
- No Limits 4 (2003)
- No Limits 5 (2003)
- One on One 1 (2003)
- One on One 2 (2003)
- Pickup Lines 75 (2003)
- Private Castings X 44 (2003)
- Private Life of Lea De Mae (2003)
- Private Life of Rita Faltoyano (2003)
- Rocco: Animal Trainer 13 (2003)
- Rocco's True Anal Stories 19 (2003)
- Runaway Butts 7 (2003)
- Search and Destroy 2 (2003)
- Seduced and Abandoned (2003)
- Serial Fucker 5 (2003)
- Sex Thriller (2003)
- Sex with Young Girls 2 (2003)
- Sexville (2003)
- She Male Domination Nation (2003)
- Sodomania 40 (2003)
- Spit Shined 1 (2003)
- Teen Dreams 4 (2003)
- Teen Tryouts Audition 25 (2003)
- Tits and Ass 3 (2003)
- Tits and Ass 4 (2003)
- Unleashed (2003)
- Young As They Cum 11 (2003)
- Addicted to Sex (2004)
- Adult Video News Awards 2004 (2004)
- Cum One Cum All 2 (2004)
- Enjoy 5 (2004)
- Evil Vault 1 (2004)
- Face Fuckers (2004)
- Hot Latin Pussy Adventures 36 (2004)
- Hot Latin Pussy Adventures 37 (2004)
- Hot Rats (2004)
- Ladies in Lust (2004)
- Nacho Vidal's Blowjob Impossible 6 (2004)
- Nacho Vidal's Hard Time She-Male (2004)
- Nuttin' Hunnies 1 (2004)
- Pickup Lines 83 (2004)
- Private Life of Mercedes (2004)
- Private Story Of Mia Stone (2004)
- Professianals 3 (2004)
- Rocco Meats Suzie (2004)
- Rocco: Animal Trainer 17 (2004)
- Rocco's Initiations 9 (2004)
- Rocco's True Anal Stories 23 (2004)
- Toxic (2004)
- Trans XXL (2004)
- Ariana Jollee Fucks The World (2005)
- Bacchanales (2005)
- Best of North Pole 2 (2005)
- Evil Vault 2 (2005)
- Jack's Playground 29 (2005)
- Motel Freaks (2005)
- Nasty Dreams (2005)
- Private Penthouse Greatest Moments 1 (2005)
- Private Penthouse Greatest Moments 3 (2005)
- Rocco Ravishes Ibiza 2 (2005)
- Rocco: Top of the World (2005)
- Voyeur's Best Anal Blonde Cocksuckers (2005)
- Voyeur's Favorite Blowjobs And Anals 9 (2005)
- Asstravaganza 2 (2006)
- Back 2 Evil 2 (2006)
- Bang Bang She Male: Ariana Jollee (2006)
- Boobstravaganza 2 (2006)
- Fashionistas Safado: The Challenge (2006)
- Let Me Breathe (2006)
- Nacho Rides Again (2006)
- Nacho Vidal is Fucking Belladonna (2006)
- Playing with Ariana Jollee 2 (2006)
- Rocco: Animal Trainer 21 (2006)
- Rocco's More Sluts in Ibiza (2006)
- Sextasis (2006)
- Ass Destroyers (2007)
- Cast 1 (2007)
- Did You Miss Me (2007)
- Fashionistas Safado: Berlin (2007)
- Hot Rats 2 (2007)
- I Dream of Jenna 2 (2007)
- I Love Asians 5 (2007)
- Monster Meat 2 (2007)
- Monster Meat 3 (2007)
- Room 666 (2007)
- Young Girls With Big Tits 1 (2007)
- Casino No Limit (2008)
- Cast 2 (2008)
- Defend Our Porn (2008)
- In Command (2008)
- Made in Brazil 1 (2008)
- Made in Xspana 1 (2008)
- Made in Xspana 2 (2008)
- Melissa Pure Sex (2008)
- Monster Meat 6 (2008)
- She's Cumming 1 (2008)
- Story of Megane (2008)
- Latin Ass (2009)
- Made in Brazil 2 (2009)
- Made in Brazil 3 (2009)
- Made in Brazil 4 (2009)
- Made in Xspana 3 (2009)
- Monster Cock She-Males 1 (2009)
- Nikita Loves Jenna (2009)
- Nurse (2009)
- Pornochic 17: Tarra (2009)
- Pornochic 18: Aletta (2009)
- Rocco's Lost Movie (2009)
- Story of Jade (2009)
- Whore House (2009)
- Big Boobs Power (2010)
- Colombian Teens 1 (2010)
- Colombian Teens 2 (2010)
- Colombian Teens 3 (2010)
- Crazy For Cock (2010)
- Made in Xspana 4 (2010)
- Pornochic 19: Jade (2010)
- Spanish Freak (2010)
- Anal Buffet 7 (2011)
- Anal Delights 2 (2011)
- Asa Akira Is Insatiable 2 (2011)
- Ass Worship 13 (2011)
- Crib (2011)
- Cumming Straight from the Underground (2011)
- Gracie Glam: Lust (2011)
- Hard Bodies (2011)
- High Heels and Panties 1 (2011)
- Home Wrecker 1 (2011)
- Jenna Is Timeless (2011)
- Kelly Divine Is Buttwoman (2011)
- Lusty in Lingerie (2011)
- Made in Colombia (2011)
- Made in Xspana 5 (2011)
- Made in Xspana 6 (2011)
- Made in Xspana 7 (2011)
- Made in Xspana 8 (2011)
- Nacho Invades America 1 (2011)
- Nacho Vidal Back 2 USA (2011)
- Nacho Vidal vs Live Gonzo (2011)
- Nacho Vidal's Pussy Punch-In (2011)
- Nacho vs Franceska Jaimes (2011)
- Oil Overload 5 (2011)
- Please Don't Spoil The Movie (2011)
- Sex and Submission 15358 (2011)
- Shut Up and Fuck (2011)
- Starstruck 1 (2011)
- Teacher's Pet 2 (2011)
- Wasted (2011)
- Alexis Ford Darkside (2012)
- All Internal 18 (2012)
- Anal Boot Camp (2012)
- Asa Akira To the Limit (2012)
- Asian Anal Assault (2012)
- Babysitter Diaries 8 (2012)
- Big Butt All Stars Brazil: Lorena (2012)
- Cooking With Kayden Kross (2012)
- Dark Tales From Europe: Fight Club (2012)
- Dark Tales from Europe: The Cage (2012)
- Follow Me 1 (2012)
- Follow Me 2 (2012)
- Fucking Tour (2012)
- Have Fun (2012)
- High Class Ass 2 (2012)
- Home Wrecker 2 (2012)
- Home Wrecker 3 (2012)
- Home Wrecker 4 (2012)
- In My Room 1 (2012)
- In My Room 2 (2012)
- Internal Investigation (2012)
- Made in USA 1 (2012)
- Made in USA 2 (2012)
- Nacho Invades America 2 (2012)
- Pornstars Like It Big 15 (2012)
- Pornstars Punishment 5 (2012)
- Public Disgrace 18818 (2012)
- Retribution (2012)
- Self Pic (2012)
- Sex and Submission 18977 (2012)
- Sex and Submission 18978 (2012)
- Sexcapades (2012)
- Sexual Messiah 1 (2012)
- Sexual Messiah 2 (2012)
- Sexual Tension: Raw and Uncut (2012)
- Sexy Selena Rose (2012)
- She Likes Big Dick (2012)
- Skip Trace 2 (2012)
- Spartacus MMXII: The Beginning (2012)
- Sweet and Natural (2012)
- Teacher's Pet 3 (2012)
- Teacher's Pet 4 (2012)
- Turn-On (2012)
- Big Dick Brother 1 (2013)
- Big Dick Brother 2 (2013)
- Big Dick Brother 3 (2013)
- Creeping In The Back Door (2013)
- Fuck Yeeaaah (2013)
- Fucking Castings (2013)
- Hot Fucks (2013)
- In My Room 3 (2013)
- It's An Asian Thing (2013)
- My Daughter's Hairy Pussy (2013)
- Newlywed Game XXX: A Porn Parody (2013)
- Panty Raiders (2013)
- Party House (2013)
- Party Like A Porn Star (2013)
- Real Female Orgasms 16 (2013)
- Stable Whores (2013)
- White House (2013)
- Fucking Nacho (2014)
- Nacho Vidal Loves Franceska Jaimes (2014)
- Room Service (2014)
- Suck Ass (2014)

### Director
- Killer Pussy 1 (2000)
- Killer Pussy 2 (2000)
- Killer Pussy 3 (2000)
- Killer Pussy 4 (2000)
- Killer Pussy 5 (2000)
- Pornological 5 (2000)
- Killer Pussy 10 (2001)
- Killer Pussy 6 (2001)
- Killer Pussy 7 (2001)
- Killer Pussy 8 (2001)
- Killer Pussy 9 (2001)
- Nacho Vidal's Blowjob Impossible 1 (2001)
- Nacho Vidal's Blowjob Impossible 2 (2001)
- Nacho Vidal's Blowjob Impossible 3 (2001)
- Nacho: Latin Psycho 1 (2001)
- Killer Pussy 11 (2002)
- Killer Pussy 12 (2002)
- Killer Pussy 13 (2002)
- Killer Pussy 14 (2002)
- Killer Pussy 15 (2002)
- Little White Chicks... Big Black Monster Dicks 15 (2002)
- Nacho Vidal's Blowjob Impossible 4 (2002)
- Nacho Vidal's Blowjob Impossible 5 (2002)
- Nacho: Latin Psycho 2 (2002)
- No Limits 1 (2002)
- No Limits 2 (2002)
- No Limits 3 (2002)
- Sexx the Hard Way 2 (2002)
- Sexx the Hard Way 3 (2002)
- Sexx the Hard Way 4 (2002)
- Sexx the Hard Way 5 (2002)
- Sexx the Hard Way 6 (2002)
- Sexx the Hard Way 7 (2002)
- Sexx the Hard Way 8 (2002)
- Sexx the Hard Way 9 (2002)
- 110% Natural 5 (2003)
- Ass Obsession (2003)
- Back 2 Evil 1 (2003)
- Dream Cum Two (2003)
- Killer Pussy 16 (2003)
- Killer Pussy 17 (2003)
- No Limits 4 (2003)
- No Limits 5 (2003)
- Sex Thriller (2003)
- Sexx the Hard Way 10 (2003)
- She Male Domination Nation (2003)
- Unleashed (2003)
- Bang Bang Breakin' The Law (2004)
- Face Fuckers (2004)
- Nacho Vidal's Blowjob Impossible 6 (2004)
- Nacho Vidal's Hard Time She-Male (2004)
- She Plays With Her Cock (2004)
- She Said Blow Me 1 (2004)
- She Said Blow Me 2 (2004)
- She Said Blow Me and She Meant It 1 (2004)
- She Said Blow Me and She Meant It 2 (2004)
- Trans XXL (2004)
- Bang Bang She Male (2005)
- House of She Males 1 (2005)
- House of She Males 2 (2005)
- She Said Blow Me 3 (2005)
- She Said Blow Me 5 (2005)
- She Said Blow Me And She Meant It 3 (2005)
- She Said Blow Me and She Meant It 4 (2005)
- She-Male Predator (2005)
- Back 2 Evil 2 (2006)
- Bang Bang She Male: Ariana Jollee (2006)
- House of She Males 3 (2006)
- House of She Males 4 (2006)
- Let Me Breathe (2006)
- Nacho Rides Again (2006)
- Nacho Vidal is Fucking Belladonna (2006)
- She Said Blow Me 6 (2006)
- She Said Blow Me 7 (2006)
- Ass Destroyers (2007)
- Cast 1 (2007)
- Culetti Rossi (2007)
- House of She Males 5 (2007)
- House of She Males 6 (2007)
- House of She Males 7 (2007)
- House of She Males 8 (2007)
- Mission: Transsexual (2007)
- Room 666 (2007)
- Cast 2 (2008)
- Defend Our Porn (2008)
- Fucking She-Males 1 (2008)
- Fucking She-Males 2 (2008)
- Fucking She-Males 3 (2008)
- House of She Males 10 (2008)
- House of She Males 9 (2008)
- Made in Brazil 1 (2008)
- Made in Xspana 1 (2008)
- Made in Xspana 2 (2008)
- Fucking She-Males 4 (2009)
- Fucking She-Males 5 (2009)
- Fucking She-Males 6 (2009)
- House of She Males 11 (2009)
- House of She Males 12 (2009)
- House of She Males 13 (2009)
- House of She Males 14 (2009)
- House of She Males In Thailand (2009)
- Made in Brazil 2 (2009)
- Made in Brazil 3 (2009)
- Made in Brazil 4 (2009)
- Made in Xspana 3 (2009)
- She Said Blow Me 8 (2009)
- Whore House (2009)
- Colombian Teens 1 (2010)
- Colombian Teens 2 (2010)
- Colombian Teens 3 (2010)
- Made in Xspana 4 (2010)
- Spanish Freak (2010)
- Made in Colombia (2011)
- Made in Xspana 5 (2011)
- Made in Xspana 6 (2011)
- Made in Xspana 7 (2011)
- Made in Xspana 8 (2011)
- Monster Cock She-Males 2 (2011)
- Nacho Vidal Back 2 USA (2011)
- Nacho vs Franceska Jaimes (2011)
- Dark Tales From Europe: Bathroom Tales (2012)
- Dark Tales From Europe: Fight Club (2012)
- Dark Tales From Europe: The Bathroom (2012)
- Dark Tales from Europe: The Cage (2012)
- Follow Me 1 (2012)
- Follow Me 2 (2012)
- Fucking Tour (2012)
- Have Fun (2012)
- In My Room 1 (2012)
- In My Room 2 (2012)
- Made in USA 1 (2012)
- Made in USA 2 (2012)
- Big Dick Brother 1 (2013)
- Big Dick Brother 2 (2013)
- Big Dick Brother 3 (2013)
- Fuck Yeeaaah (2013)
- Fucking Castings (2013)
- In My Room 3 (2013)
- Party House (2013)
- Stable Whores (2013)
- White House (2013)
- Fucking Nacho (2014)
- Nacho Vidal Loves Franceska Jaimes (2014)
- Room Service (2014)
- Suck Ass (2014)

## Serie de televisión
- En marzo de 2023, ATRESplayer estrenó la serie Nacho, centrada en la vida de Nacho Vidal, contando con Martiño Rivas como actor protagonista de la misma.[12]